# Gozón
Gozón är en kommun i Spanien.Den ligger i den autonoma regionen Asturien i norra delen av landet, 400 km nordväst om huvudstaden Madrid. Antalet invånare är 10 405 (2024).